# Côte des fleurs
La côte des Fleurs est un choronyme désignant une portion du littoral français situé dans le département de la Vendée et de le Charente-Maritime.

## Délimitation
En Vendée elle est le littoral du pertuis Breton la séparant de l'Île de Ré, au sud des Sables d'Olonne. En Charente-Maritime, elle est le littoral du pertuis d'Antioche la séparant de l'Île d'Oléron, au nord de La Tremblade.

## Stations balnéaires
- Jard-sur-Mer
- Longeville-sur-Mer
- La Tranche-sur-Mer
- La Faute-sur-Mer
- L'Aiguillon-sur-Mer
- La Rochelle
- Fouras
- Châtelaillon-Plage

## Les Îles
- Île de Ré
- Île d'Aix
- Île Madame
- Île d'Oléron

## Environnement et écologie
- Le Parc naturel marin de l'estuaire de la Gironde et de la mer des Pertuis
- La réserve biologique de la pointe d'Arçay (dunes et pins) qui sert de site d’hivernage et de halte pour de nombreux oiseaux migrateurs [1]
- La Réserve naturelle nationale du marais d'Yves [2]
- Le Parc naturel régional du Marais poitevin
- La Réserve naturelle nationale de la casse de la Belle-Henriette
- La Réserve naturelle nationale de Lilleau des Niges (Île de Ré)
- La Réserve naturelle nationale de Moëze-Oléron (Île d'Oléron)